# Roy Brocksmith
Roy Brocksmith (* 15. September 1945 in Quincy, Illinois; † 16. Dezember 2001 in Burbank, Kalifornien) war ein US-amerikanischer Schauspieler.

## Leben
Brocksmith ist der Sohn von Vera Marguerite und Otis E. Brocksmith, einem Mechaniker. Nach seinem Universitätsabschluss 1970 zog er nach New York City und spielte am Broadway.
Insbesondere in den späten 1980ern und in den 1990ern sah man ihn in komödiantischen Rollen in Kinofilmen. Einem breiteren Publikum ist er bekannt durch die Rolle des zwielichtigen Dr. Edgemar in Total Recall an der Seite von Arnold Schwarzenegger. Des Weiteren trat er in vielen Fernsehserien auf.
Er verstarb 2001 an Nierenversagen, einer Komplikation von Diabetes mellitus.

## Filmografie (Auswahl)
Filme
- 1978: König der Zigeuner (King of the Gypsies)
- 1979: Piranhas II – Die Rache der Killerfische (Killer Fish)
- 1980: Stardust Memories
- 1984: Rent Control
- 1987: Who’s That Girl (Who’s That Girl)
- 1988: Die Geister, die ich rief … (Scrooged)
- 1988: Zwei mal Zwei (Big Business)
- 1989: Tango und Cash (Tango & Cash)
- 1989: Der Sunset-Killer (Relentless)
- 1989: Der Rosenkrieg (The War of the Roses)
- 1990: Arachnophobia (Arachnophobia)
- 1990: Die totale Erinnerung – Total Recall (Total Recall)
- 1990: Martians Go Home – Die ausgeflippten Außerirdischen (Martians Go Home)
- 1994: Willkommen in Wellville (The Road to Wellville)
- 1994: Vorsicht Nachbarn (It Runs In The Family)
- 1994: Hudsucker – Der große Sprung (The Hudsucker Proxy)
- 1994: Lightning Jack
- 1994: Almost Dead – Am Rande des Wahnsinns (Almost Dead)
- 1997: Kull, der Eroberer (Kull the Conquerer)
- 1998: Psycho
- 2001: Ordinary Madness

Fernsehserien
- 1986: L.A. Law
- 1988: Sonny Spoon
- 1989: Harrys wundersames Strafgericht (Night Court)
- 1989: Raumschiff Enterprise: Das nächste Jahrhundert (Star Trek – The next Generation)
- 1989–1990: Geschichten aus der Gruft (Tales from the Crypt), 3 Folgen
- 1990: Ein gesegnetes Team (Father Dowling Mysteries)
- 1990: Doogie Howser, M.D. (Doogie Howser, MD)
- 1991: Eerie, Indiana
- 1991: Golden Girls (The Golden Girls)
- 1991: Seinfeld
- 1991: American Playhouse
- 1991: Wunderbare Jahre (The Wonder Years)
- 1991: L.A. Law
- 1992–1996: Picket Fences, 20 Folgen
- 1992: Stahljustiz (Steele-Justice)
- 1993: Coach
- 1993: Superman – Die Abenteuer von Lois & Clark (Lois & Clark: The New Adventures of Superman)
- 1994: Aaahh!!! Monster (Aaahh!!! Real Monsters)
- 1995: Star Trek: Deep Space Nine, Folge 4.05 (Indiskretion)
- 1995–1996: Murder One, 2 Folgen
- 1996: Nowhere Man – Ohne Identität!, (Nowhere Man)
- 1997: Babylon 5
- 1997: Grace (Grace Under Fire)
- 1998: X-Factor: Das Unfassbare (Beyond Belief: Fact or Fiction)
- 2000: Ally McBeal, 2 Folgen